# André-Joseph Léonard

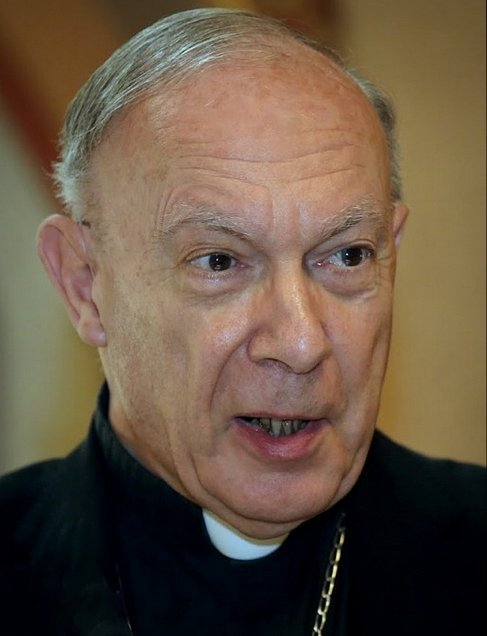
Erzbischof André-Joseph Léonard (2015)

Wappen von André-Joseph Léonard

André-Joseph Léonard, vormals André-Mutien (* 6. Mai 1940 in Jambes, Namur, Belgien) ist ein römisch-katholischer Geistlicher und emeritierter Erzbischof von Mecheln-Brüssel, ehemaliger Primas und Militärordinarius für Belgien. 2015 wurde er wegen seiner Untätigkeit in einem Fall sexuellen Missbrauchs zu einer Geldstrafe verurteilt.

## Leben
André Léonard, jüngster von vier Söhnen einer Familie aus Tournai, die alle Priester wurden, studierte am Priesterseminar Leo XIII. in Löwen. Anschließend war er Alumne am Päpstlichen Belgischen Kolleg in Rom und erlangte an der Päpstlichen Universität Gregoriana das Lizenziat in Theologie. Am 19. Juli 1964 empfing er die Priesterweihe für das Bistum Namur. In Löwen erwarb er einen philosophischen Masterabschluss mit der These „Commentaire littéral de la Logique de Hegel“ (dt. „Wörtlicher Kommentar zu Hegels Logik“) sowie ein Doktorat in Philosophie. Er war zunächst Dozent und ab 1976 Professor für Philosophie am Höheren Institut für Philosophie an der Université catholique de Louvain. Im Juli 1978 wurde er zudem Rektor des Séminaire Saint-Paul. 1987 wurde er zum Mitglied der Internationalen Theologenkommission, einem beratenden Gremium der römischen Kongregation für die Glaubenslehre, ernannt.
Am 7. Februar 1991 ernannte ihn Papst Johannes Paul II. als Nachfolger von Robert-Joseph Mathen zum Bischof von Namur. Der Erzbischof von Mecheln-Brüssel, Godfried Kardinal Danneels, spendete ihm am 14. April desselben Jahres die Bischofsweihe. Mitkonsekratoren waren sein Vorgänger Robert-Joseph Mathen und der Bischof von Gent, Léonce Albert Van Peteghem. Sein Wahlspruch lautet Veni Domine Jesu („Komm, Herr Jesus“, Offb 22,20 ).
Léonard vertritt theologisch und gesellschaftspolitisch sehr konservative Positionen. Er ist ein Mitorganisator der Family-Pride Brüssel, einer Kundgebung, bei der die Gläubigen des Bistums und Gäste mittels eines Marsches durch Brüssel die Bedeutung der Familie für die europäische Gesellschaft hervorheben möchten. Léonard ist für seine wohlwollende Haltung gegenüber der außerordentlichen Form des Lateinischen Ritus, der sogenannten Tridentinischen Messe, bekannt und zelebriert die Form auch selbst, so etwa auf dem Eucharistischen Weltkongress 2008 in Québec.
Am 18. Januar 2010 ernannte ihn Papst Benedikt XVI. in Nachfolge von Godfried Kardinal Danneels zum Erzbischof von Mecheln-Brüssel. Die feierliche Amtseinführung in der Kathedrale von Brüssel fand am 27. Februar desselben Jahres statt. Verbunden mit diesem Amt sind der Titel „Primas von Belgien“ und der Vorsitz in der Belgischen Bischofskonferenz. Am 27. Februar 2010 ernannte ihn Benedikt XVI. zudem zum Militärordinarius für Belgien. Am 1. Juni 2015 gab die Belgische Bischofskonferenz bekannt, Papst Franziskus habe sein altersbedingtes Rücktrittsgesuch angenommen, Léonard aber gebeten, bis zur Ernennung eines Nachfolgers im Amt zu bleiben. Papst Franziskus nahm am 6. November 2015 seinen altersbedingten Rücktritt an.
Einer breiteren Öffentlichkeit bekannt wurde er vor allem wegen umstrittener Äußerungen zu Pädophilie und HIV. Im Oktober 2010 löste Léonard in einem neuen Buch mit Interviews mit ihm (Msgr. Léonard – conversations) mit der Aussage einen Skandal aus, dass AIDS „eine Art von innewohnender Gerechtigkeit“ sein könnte. Aufgrund der heftigen Kritik präzisierte Léonard seine Aussagen und erklärte, Homosexualität sei eben ein Laster wie das Rauchen: „Wenn ein starker Raucher an Lungenkrebs erkrankt, ist das auch eine Art von Gerechtigkeit.“ Heterosexuelle HIV-Positive erwähnte er nicht. Auch plädierte er für Milde in der Verurteilung älterer Priester, die der Pädophilie beschuldigt werden. Mit seinen kontroversen Äußerungen brachte Léonard Teile der belgischen Öffentlichkeit gegen sich auf.
Im November 2010 warf während eines Gottesdienstes ein Mitglied einer Aktionsgruppe Léonard eine Torte ins Gesicht. Die Gruppe rechtfertigte die Attacke gegenüber der belgischen Nachrichtenagentur Belga mit der umstrittenen Haltung des Erzbischofs zur Abtreibung und Homosexualität. Im April 2013 störten mehrere Aktivistinnen der Gruppe FEMEN einen Vortrag Léonards, entblößten ihre Brüste und bespritzten den Bischof mit Weihwasser. Grund der Aktion seien homophobe Äußerungen von Léonard gewesen.
2013 errichtete Léonard die von Michel-Marie Zanotti-Sorkine gegründete Priesterbruderschaft der heiligen Apostel kanonisch in seinem Erzbistum; diese bestand bis 2016.
2015 genehmigte Léonard der Kongregation Diener Jesu und Mariens (SJM) die kanonische Errichtung des Klosters Maleizen im flämischen Overijse.
Im April 2015 wurde Léonard wegen seiner Untätigkeit in einem Fall sexuellen Missbrauchs im Bistum Namur vom Berufungsgericht in Lüttich zu einer Geldstrafe in Höhe von 10.000 Euro verurteilt. Der Betrag wurde dem Opfer des Priesters Gilbert Hubermond als Entschädigung ausgezahlt.

## Namenszusatz
Nach der Heiligsprechung des belgischen Schulbruders Mutien-Marie Wiaux 1989 fügte André Léonard aus Verehrung für diesen Heiligen dessen Vornamen „Mutien“ seinem eigenen bei. Mit der Ernennung zum Erzbischof ersetzte Leonard diesen Zweitnamen durch „Joseph“, da der Hl. Joseph der Patron Belgiens ist.

## Mitgliedschaften
André-Joseph Léonard ist Mitglied folgender Institutionen der römischen Kurie:
- Päpstlicher Rat zur Förderung der Neuevangelisierung (seit 2011)[18]

## Schriften
- La Foi chez Hegel, Desclée Paris/Tournai 1976
- Jesus und dein Leib : die Sexualmoral, für Jugendliche erklärt. Parvis-Verlag, Hauteville 1995 (2. Aufl.), ISBN 3-907523-50-4
- Erhört Gott unsere Gebete? „bittet, und ihr werdet empfangen“. Parvis-Verlag, Hauteville 2004, ISBN 3-907525-95-7
- Jenseits des Todes. Sankt-Ulrich-Verlag, Augsburg 2008, ISBN 3-86744-049-2
- Winterreise. Sankt-Ulrich-Verlag, Augsburg 2009, ISBN 978-3-86744-095-0